# Benigno Condori Chuchi
Benigno Condori Chuchi (Crucero, 21 de marzo de 1971) es un eclesiástico católico peruano, miembro de la Orden de Frailes Menores. Es el obispo-prelado de Ayaviri.

## Biografía
Nació el 22 de marzo de 1971 en Crucero (Perú). 
Los estudios secundarios los realizó en el Glorioso Colegio Nacional de San Carlos de Puno; estudió Filosofía en la Facultad de Teología Pontificia y Civil de Lima y Teología en la Pontificia Universidad Católica de Chile, obteniendo la Licenciatura en Ciencias Religiosas. 

### Vida religiosa
Ingresó a la Orden Franciscana de los Frailes Menores (OFM) en la Provincia de los Doce Apóstoles (Perú). Hizo su profesión solemne el 7 de marzo de 1997 y fue ordenado sacerdote el 9 de septiembre de 2000.
El 4 de octubre de 2024 el Papa Francisco lo nombró obispo prelado de Ayaviri, el mismo que fue reconocido por el gobierno peruano con la Resolución Suprema N° 334-2024-JUS.
- Animador vocacional de la Provincia de los Santos Doce Apóstoles (2000-2002).
- Maestro y asistente nacional de la Orden Franciscana Seglar y de la Juventud Franciscana (2003-2005).
- Guardián del Convento de San Antonio de Padua y párroco del Cristo Pobre de La Recoleta en Cuzco (2006-2014).
- Párroco del Espíritu Santo y tesorero del Convento de San Antonio de Padua en Tacna (2015-2017).
- Secretario del Capítulo Electivo de la Provincia de los Santos Doce Apóstoles (2018).
- Definidor y secretario provincial para la Evangelización y Misión (2019-2020).
- Párroco de San Antonio de Padua en Puno y secretario del Capítulo Electivo de la Provincia SS. Doce Apóstoles.[3][4]